# Xanthoparmelia khomasiana
Xanthoparmelia khomasiana är en lavart som beskrevs av Hale. Xanthoparmelia khomasiana ingår i släktet Xanthoparmelia och familjen Parmeliaceae.   Inga underarter finns listade i Catalogue of Life.